# 黑颊情侣鹦鹉
黑颊情侣鹦鹉（ Agapornis nigrigenis ）是情侣鹦鹉属中的一种小型鹦鹉。它的全身主要为绿色，有着棕色的头，红色的喙和白色的眼周。 它是赞比亚西南部一个小地区的特有种，非常容易受到栖息地破坏的影响。  

## 分类
黑颊情侣鹦鹉是单种的。 它有时被认为与尼亚萨湖情侣鹦鹉同种。 

## 描述

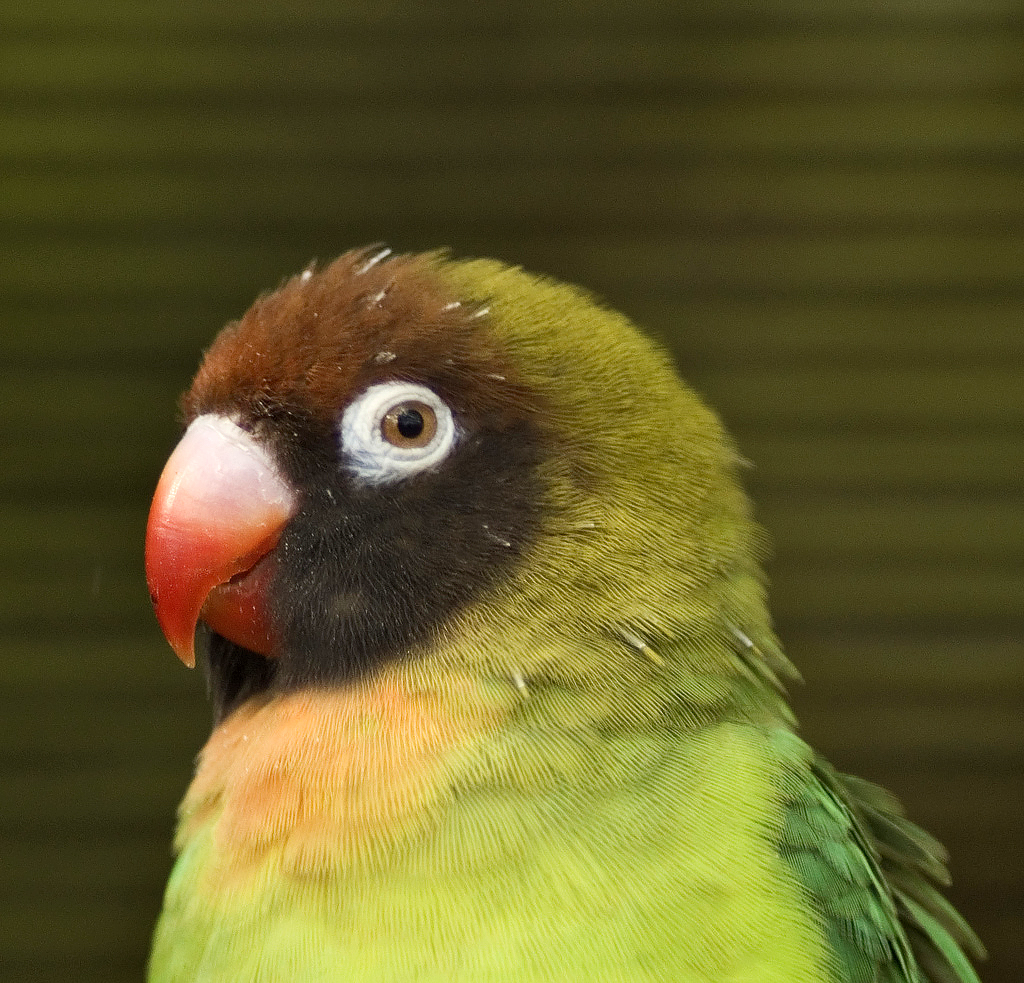
上半身

黑颊情侣鹦鹉长14 cm， 主体为绿色，额头与头顶呈红棕色，有着棕黑色的脸颊与喉部，喉部下方则是黄绿渐变的羽毛，白色的眼周与灰色的脚。 成体有着鲜艳的红色喙部，幼体更偏向于橙色。叫声吵闹并且具有穿透力，这点与其他情侣鹦鹉的差别不大。

## 分布和栖息地
黑颊情侣鹦鹉栖息在落叶林地，因为那里有永久的地表水供应以满足他们每日的需求。在旱季，这些鸟可能会聚集在多达 800 只或更多的大群中。它们存在于赞比亚，可能出现在津巴布韦、博茨瓦纳和纳米比亚。 

## 保护
由于水源逐渐干涸导致的干旱、农业实践、狩猎和诱捕、捕鱼、伐木和疾病致使其栖息地被破坏，其种群数量正在下降，因此被列为易危物种。目前本物种只有 2,500 到 9,999 名成年个体。不过一项项目正致力于将这些鸟类安置于自然保护区从而保护它们。

## 饮食
黑颊情侣鹦鹉主要在以低矮的一年生草种子为食，但也以其他植物和昆虫的幼虫为食，同时也吃玉米、高粱和小米。 

## 养殖业
黑颊情侣鹦鹉在养殖业中相对容易繁殖，但在 20 世纪上半叶大量进口时，人们对繁殖它们的兴趣不大。现在它们在养殖业与家庭宠物中并不常见 